# The Second Step: Chapter Two
The Second Step: Chapter Two – drugi minialbum południowokoreańskiego zespołu Treasure, wydany 4 października 2022 roku przez YG Entertainment. Płytę promował singel „Hello”.
To pierwszym album Treasure w dziesięcioosobowym składzie, po odejściu Bang Ye Dama i Mashiho 8 listopada 2022 roku.
30 listopada 2022 roku ukazała się japońska wersja minialbumu, wydana przez YGEX.

## Lista utworów

### Wersja koreańska
| CD | CD                                           | CD                                                                                       | CD                                                                                 | CD                              | CD      |
| Nr | Tytuł utworu                                 | Tekst                                                                                    | Kompozycja                                                                         | Aranżacja                       | Długość |
| -- | -------------------------------------------- | ---------------------------------------------------------------------------------------- | ---------------------------------------------------------------------------------- | ------------------------------- | ------- |
| 1. | „Hello”                                      | Choice37, Sonny, Lil G, LP, Hae, Choi Hyun-suk, Yoshi, Haruto                            | Choice37, Hae, LP, Sonny, Lil G, Dee.P, Choi Hyun-suk, Yoshi, Haruto               | Dee.P, Hae, LP, Choice37, Sonny | 3:01    |
| 2. | „VolKno” (wyk. Choi Hyun-suk, Yoshi, Haruto) | Choi Hyun-suk, Yoshi, Haruto                                                             | Dee.P, Choi Hyun-suk, Yoshi, Haruto                                                | Dee.P                           | 3:15    |
| 3. | „Clap!”                                      | Asahi, Choi Hyun-suk, Yoshi, Haruto                                                      | Asahi, Dee.P                                                                       | Dee.P                           | 3:03    |
| 4. | „Thank You” (wyk. Asahi, Haruto)             | Asahi, Haruto                                                                            | Asahi, Dee.P                                                                       | Asahi, Dee.P                    | 3:16    |
| 5. | „Hold It In” (kor. 물 어둡다)                | Choi Hyun-suk                                                                            | Choi Hyun-suk, Rovin, Dee.P                                                        | Dee.P, Rovin, YJ                | 3:17    |
| 6. | „Darari” (Rock remix), (CD only)             | Jaguaa, Bang Ye-dam, Choice37, Lil G, Choi Hyun-suk, LP, Yoshi, Sonny, Hae, Se.A, Haruto | Choice37, Hea, Jaguaa, Bang Ye-dam, Choi Hyun-suk, Yoshi, Sonny, LP, Lil G, Haruto | Dee.P                           | 3:44    |

### Wersja japońska
| CD | CD                                                               | CD                                  | CD           | CD        | CD      |
| Nr | Tytuł utworu                                                     | Tekst                               | Kompozycja   | Aranżacja | Długość |
| -- | ---------------------------------------------------------------- | ----------------------------------- | ------------ | --------- | ------- |
| 1. | „Hello” (Japanese version)                                       |                                     |              |           | 3:01    |
| 2. | „VolKno” (wyk. Choi Hyun-suk, Yoshi, Haruto), (Japanese version) |                                     |              |           | 3:15    |
| 3. | „Clap!” (Japanese version)                                       |                                     |              |           | 3:03    |
| 4. | „Thank You” (wyk. Asahi, Haruto), (Japanese version)             |                                     |              |           | 3:16    |
| 5. | „Hold It In” (Japanese version)                                  |                                     |              |           | 3:17    |
| 6. | „Yamai” (jap. 病)                                                | Asahi, Choi Hyun-suk, Yoshi, Haruto | Asahi, Dee.P | Dee.P     | 3:25    |
| 7. | „Darari” (Rock remix), (CD only), (Japanese version)             |                                     |              |           | 3:44    |

## Notowania
| Lista                                 | Pozycja |
| ------------------------------------- | ------- |
| South Korean Albums (Circle)          | 2       |
| Japanese Albums (Oricon)              | 2       |
| Japanese Combined Albums (Oricon)     | 2       |
| Japanese Hot Albums (Billboard Japan) | 2       |

## Sprzedaż
| Kraj             | Sprzedaż |
| ---------------- | -------- |
| Korea Południowa | 559 325+ |
| Japonia          | 163 252+ |